# NGC 5113
NGC 5113 (NGC 5109) je spiralna galaktika u zviježđu Velikom medvjedu. Naknadno je utvrđeno da je NGC 5109 ista galaktika.

## Vanjske poveznice
- (engl.) SEDS: NGC 5113
- (engl.) Revidirani Novi opći katalog
- (engl.) Izvangalaktička baza podataka NASA-e i IPAC-a
- (engl.) Astronomska baza podataka SIMBAD
- (engl.) VizieR